# Strategisk essentialism
Strategisk essentialism är en politisk strategi där essentialism, synen att människor och grupper har medfödda (och oföränderliga) egenskaper, tillämpas på den egna gruppen trots att man egentligen motsätter sig synen. Begreppet myntades av Gayatri Chakravorty Spivak på 80-talet och har sitt ursprung i postkolonial teori. Det är relaterat till identitetspolitik.  

## Exempel
Ett gäng aktivister, "A" vill förbättra situationen för en minoritet i samhället som de anser missgynnade, "X" (som många från A tillhör). Aktivisterna i A upplever att det majoritetsgruppen i samhället har en stereotyp och essentialistisk syn på X, där de tillskrivs negativa egenskaper, särbehandlas och förtrycks. A menar att inte bara stereotyperna felaktiga, det finns egentligen inga essentiella skillnader mellan minoriteten X och majoritetsgruppen. Den främsta orsaken till att X är en separat grupp är helt enkelt för att de anses vara det.
Denna teoretiska syn gör det emellertid svårt att i praktiken förändra situationen. Det är inte så lätt att förklara synen för varken majoriteten eller minoritet X, då båda utgår ifrån en verklighet där det finns skillnader, både verkliga och inbillade. Därav blir det svårt att organisera och ena minoriteten, likaså blir det svårt att synliggöra för majoriteten hur X förtrycks och vilka effekter det har. Aktivisterna når slutsatsen att de måste anamma en essentialistisk syn på grupp X som en strategi för att uppnå sina mål.